# Passova glacia
Espèce
Passova glacia est une espèce de lépidoptères de la famille des Hesperiidae, de la sous-famille des Pyrginae et de la tribu des Pyrrhopygini.

## Dénomination
Passova glacia a été nommé par William Harry Evans en 1951.

### Nom vernaculaire
Passova glacia se nomme Shining Firetip en anglais.

## Description
Passova glacia est un papillon au corps trapu bleu noir à tête rouge. Les ailes sont de couleur bleu ardoise avec aux ailes postérieures une tache rouge à l'angle anal.
Le revers est semblable.

## Écologie et distribution
Passova glacia est présent au Surinam et en Guyane,.

### Protection
Pas de statut de protection particulier.